# Rika Steyaert
Hendrika (Rika) Julia Steyaert (Beerzel, 21 april 1925 - Leuven, 3 april 1995) was een Belgisch bestuurder en politica voor de CVP. 

## Levensloop
Steyaert was de jongste van vier kinderen van Edmond Steyaert en Maria Depondt. Ze doorliep van 1937 tot 1943 de Latijns-Griekse humaniora in de Rijksmiddelbare school van Laken en studeerde vervolgens van 1943 tot 1945 voor maatschappelijk assistent aan het Hoger Instituut voor Maatschappelijk en Cultureel Werk te Brussel. 
Vervolgens werd ze actief binnen de christelijke arbeidersbeweging. Van 1946 tot 1954 was ze maatschappelijk assistent in het centrum voor maatschappelijk dienstbetoon in Elsene en van 1954 tot 1959 werkte ze op de studiedienst van het KAV, waarvan ze diensthoofd was tot in 1964. Vervolgens was ze van 1964 tot 1973 algemeen secretaris van deze organisatie en van 1967 tot 1973 nationaal ondervoorzitter van het ACW.
Voorts was ze van 1955 tot 1964 secretaris van de Beroepsvereniging van Katholieke Maatschappelijke Assistenten, van 1956 tot 1966 lid van het Belgisch Comité voor Maatschappelijk Werk en van 1957 tot 1973 lid van de Union Catholique Internationale de Service Social en van de Wereldbeweging van de Kristelijke Arbeiders (WBA). Tevens was ze van 1970 tot 1973 bestuurder van de BAC en vanaf 1960 lid van het Inrichtend Comité van het Hoger Instituut voor Maatschappelijk en Cultureel Werk in Brussel en lid van het kerncomité van het Centrum voor Arbeiderspastoraal.
Vanaf 1972 werd ze politiek actief. Ze was van 1972 tot 1979 lid, ondervoorzitster en beleidsverantwoordelijke voor Volksontwikkeling van de Nederlandse Commissie voor de Cultuur van de Brusselse agglomeratie. Daarnaast was ze van 1973 tot 1974 adviseur voor Volksontwikkeling bij de minister van Nederlandse Cultuur en Vlaamse Aangelegenheden Jos Chabert, was ze verbonden aan de Nederlandse Commissie voor de Cultuur van de Brusselse agglomeratie en werd ze voorzitter voor het Onthaalcentrum voor Gastarbeiders van de provincie Brabant (OCGB).
In maart 1974 werd ze verkozen op de CVP-kieslijst tot lid van de Kamer van volksvertegenwoordigers voor het arrondissement Brussel en vervulde dit mandaat tot in december 1987. In de Kamer was ze lid van de commissies Cultuur en Tewerkstelling en Arbeid. Ze spitste zich toe op het vormingswerk en op de vrouwenproblematiek. Ze was ook de stuwende kracht achter de oprichting van Kind en Gezin. In de periode april 1974-oktober 1980 zetelde ze als gevolg van het toen bestaande dubbelmandaat ook in de Cultuurraad voor de Nederlandse Cultuurgemeenschap, die op 7 december 1971 werd geïnstalleerd. Vanaf 21 oktober 1980 tot december 1987 was ze lid van de Vlaamse Raad, de opvolger van de Cultuurraad en de voorloper van het huidige Vlaams Parlement.
Ze was van 3 april 1979 tot 18 mei 1980 staatssecretaris voor de Nederlandse Gemeenschap, toegevoegd aan de minister van de Nederlandse Gemeenschap Rika De Backer (CVP) in de regeringen Martens I en II en van 18 mei 1980 tot 17 december 1981 staatssecretaris voor de Vlaamse Gemeenschap, toegevoegd aan de minister van de Vlaamse Gemeenschap Rika De Backer en vervolgens Gaston Geens (CVP) in de regeringen Martens III, Martens IV en Marc Eyskens. Vervolgens was ze van 22 december 1981 tot 4 februari 1988 lid van de Vlaamse Executieve, bevoegd voor Gezin en Welzijnszorg in de regeringen Geens I en II.
In de jaren tachtig kwam er een discussie omtrent de uitbreiding van kinderopvang, na de splitsing van het Nationaal Werk voor Kinderwelzijn en de oprichting van Kind en Gezin als een agentschap van de Vlaamse overheid. Steyaert besliste toen tot een grootschalig onderzoek in Vlaanderen. Het onderzoek besloot dat, vanwege de hoge werkloosheid onder jonge vrouwen en de verwachte denataliteit, er geen extra nood was aan toenemende kinderopvang. Het bleef hier echter niet bij en in de volgende jaren bleek uitbreiding wel degelijk aan een nood te beantwoorden en het werkterrein zich breder uit te strekken dan alleen maar op het gebied van kinderopvang. Hiervan was Steyaert een van de motoren.
Na haar ministeriële carrière was ze van 1989 tot aan haar dood voorzitter van het Nationaal Centrum voor Ontwikkelingssamenwerking (NCOS).